# Clayoquot
Clayoquot (Tla-o-qui-aht, Tlaoquiaht) je pleme američkih Indijanaca iz grupe Nootka, porodica Wakashan, nastanjeno u 19. stoljeću na Meares Islandu i Tofino Soundu u Britanskoj Kolumbiji. Imaju nekoliko rezervata utemeljenih 1889. Swanton ne spominje nijedno njihovo naselje iz 19. stoljeća. Pleme danas obitava između Pacific Rim National Parka i Tofina a imaju i jedno selo na otoku Meares. 
Ime Clayoquot znači "people of other tribes". Preko 500 pripadnika, od toga 280 na rezervatu. Ribarstvo i turizam danas su im glavne aktivnosti. 

## Vanjske poveznice
- Foto galerija.
- Foto galerija
- Nooksak and Nootka Indians of Canada

- Clayoquot teritorij.